# Zingiber pardocheilum
Zingiber pardocheilum là một loài thực vật có hoa trong họ Gừng. Loài này được John Gilbert Baker miêu tả khoa học đầu tiên năm 1892, mặc dù danh pháp này đã được Johann Otto Voigt đề cập từ năm 1845 nhưng chỉ với mỗi danh pháp trần trụi; dựa theo hình vẽ màu được thực hiện tại Phòng mẫu cây từ cây trồng tại Vườn Thực vật Hoàng gia tại Calcutta dưới sự giám sát của Nathaniel Wallich.

## Phân bố
Loài này có tại đông nam Myanmar và tây bắc Thái Lan. Môi trường sống là rừng lá sớm rụng ẩm ướt, những nơi ẩm thấp, cao độ khoảng 60 m. Được Nathaniel Wallich thu thập tại Burma, có lẽ từ Tenasseim (nay là vùng Tanintharyi) ở đông nam Myanmar. Triboun (2006) ghi nhận nó ở huyện Tha Song Yang, tỉnh Tak, tây bắc Thái Lan, gần với Mawlamyaing (bang Mon).

## Phân loại
Baker (1892) và Schumann (1904) xếp Z. pardocheilum trong tổ Cryptanthium.

## Mô tả
Cây thảo thân rễ lâu năm, cao 0,4-1,5 m. Thân rễ nằm ngang, gồm một loạt các củ gần hình cầu nằm sát nhau với nhiều rễ mập. Thân lá mập mạp, đường kính 1,5 cm. Lá thuôn dài-hình mác, 28-30 × 7-10 cm, nhẵn nhụi cả hai mặt, đỉnh nhọn, mặt trên màu xanh lục sẫm, mặt dưới nhạt màu hơn. Miệng của bẹ lá là các tai (lưỡi bẹ) thuôn dài, tù, nhạt màu, dài 3,5 cm. Mặt ngoài bẹ lá màu xanh lục sẫm, nhẵn nhụi. Cụm hoa rất kết đặc, mọc từ thân rễ; cành hoa bông thóc hình cầu dài và rộng tới hình nón ngược hay gần hình con quay, 5-8 cm, dẹp hay thuôn tròn tại đỉnh; gần như không cuống cụm hoa. Lá bắc màu nâu đỏ, hình trứng ngược-hình nêm, cắt cụt hay có khía răng cưa, xếp lợp, các lá bắc bên ngoài dài ~2,5 cm. Hoa màu trắng ánh đỏ; đài hoa hình ống, dài 1,7-2 cm, màu trắng tới ánh đỏ với đỉnh màu đỏ sẫm, dạng màng, 3 răng; ống hoa màu trắng ánh đỏ, dài ~2,5 cm; tràng hoa 3 thùy, màu ánh đỏ, hình trứng hình mác, thùy tràng lưng dài ~2 cm, các thùy bên gần bằng nhau, ngắn hơn ống một chút so với ống tràng; cánh môi 3 thùy chẻ sâu, khảm các đường rộng màu tím hoa cà sẫm hoặc màu tía trên nền màu trắng ánh vàng tới vàng nhạt; thùy giữa thuôn dài rộng, dài 1,5-1,8 cm, hình trứng ngược-hình nêm; các nhị lép bên (các thùy bên của cánh môi) hình tròn. Nhị hoa dài ~3 cm; chỉ nhị rất ngắn; bao phấn thuôn dài hẹp, màu vàng nhạt, dài ~1,5 cm, gần như không cuống; các mô vỏ bao phấn gần, song song, hướng trong; mào bao phấn dài 0,5-1,5 cm, thẳng đứng, hình trụ tới hình mác hẹp, uốn ngược, màu xanh lam cô ban. Bầu nhụy 3 ngăn, rậm lông, gần hình con quay, nhiều noãn đính trụ; vòi nhụy dài, hình chỉ hơi nở rộng ở đỉnh, với một diềm lông ngắn bao quanh đầu nhụy; đầu nhụy hình phễu. Nhụy lép ngắn, tù. Ra hoa và tạo quả tháng 7-9.